# Người Mỹ gốc Hungary
Người Mỹ gốc Hungary (tiếng Anh: Hungarian Americans, tiếng Hungary: amerikai magyarok) là người Mỹ có nguồn gốc từ Hungary. Ước tính số người Mỹ gốc Hungary và con cháu của họ ở Hoa Kỳ vượt quá 4 triệu người, nhưng cũng bao gồm số lượng lớn người nhập cư Hungary mà hầu hết họ đã di cư từ România, Tiệp Khắc hoặc Nam Tư cũ.

## Dân số
Theo ước tính từ Khảo sát cộng đồng Mỹ thì năm 2015, có 1.423.736 người gốc Hungary ở Hoa Kỳ.  Các bang có dân số người Mỹ gốc Hungary lớn nhất là:

| Tiểu bang    | Dân số  |
| ------------ | ------- |
| Ohio         | 203.417 |
| New York     | 157.863 |
| California   | 133.988 |
| Pennsylvania | 132.184 |
| New Jersey   | 115.615 |
| Michigan     | 98.036  |
| Florida      | 96.885  |
| [ 2 ]        |         |